# Dreieichenhain
Dreieichenhain ist mit rund 8000 Einwohnern der zweitgrößte Stadtteil von Dreieich im südhessischen Landkreis Offenbach.

## Geographische Lage

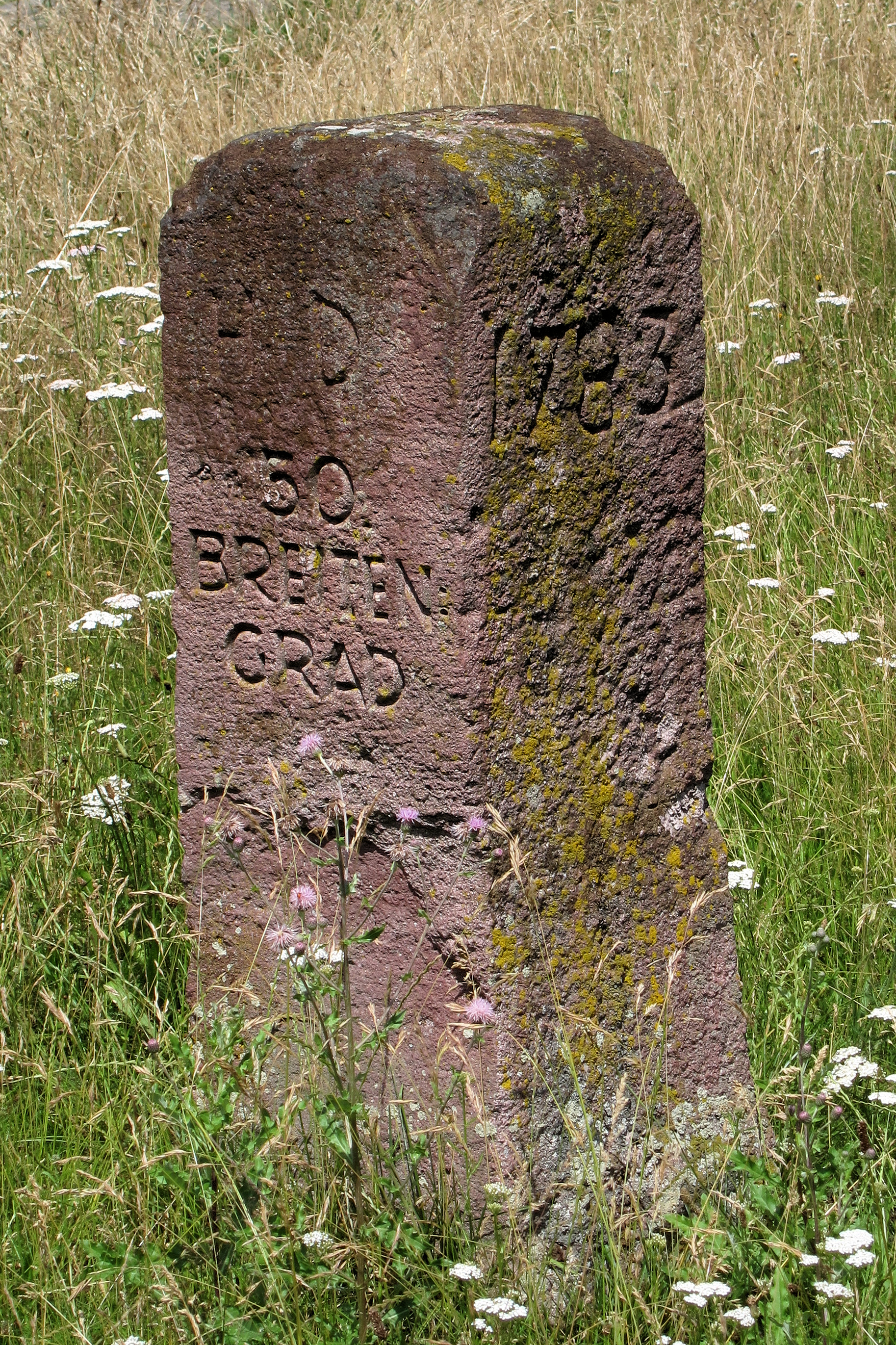
Markierung des früheren Verlaufs des 50. Breitengrads

Dreieichenhain liegt in der durchgehenden Siedlungsachse, die entlang des Hengstbachs in Nordwest-Südost-Richtung vier Dreieicher Stadtteile, nämlich Buchschlag, Sprendlingen, Dreieichenhain und Götzenhain miteinander verbindet. Der Hengstbach fließt nach Nordwesten und führt bis Mitteldick den Namen Hengstbach, danach ändert er seinen Namen in Gundbach und mündet schließlich als Schwarzbach südlich der Mainspitze bei Ginsheim-Gustavsburg in den Altrhein. Dreieichenhain ist der einzige Stadtteil, der sich, ausgehend von Altstadt, Burg und Burgweiher, überwiegend auf der linken südlichen Seite des Hengstbachs entwickelt hat.
Durch die Fahrgasse in der Dreieichenhainer Altstadt verläuft der 50. Breitenkreis, bezogen auf das aktuelle geodätische Referenzsystem WGS84 und damit rund 150 Meter nördlich der Lage nach dem alten Potsdam Datum von 1904. Die alte Lage ist aus dem Blattschnitt der Topographischen Karten ersichtlich. Auf dem Blattschnitt liegen etwa der Bahnhof und westlich der Bahnlinie die Kreuzung der Straße Am Breitengrad mit der Waldstraße.
Dreieichenhain grenzt im Nordwesten und Norden an Sprendlingen, im Osten an Götzenhain und im Süden und Südwesten an die Stadt Langen.
Die Gemarkung ist mit 580 Hektar Fläche, bezogen auf die Einwohnerzahl, relativ klein und nimmt das Zentrum und den Südwesten des Stadtgebiets ein. An der Grenze zur südlichen Nachbarstadt Langen sind 19 Hektar bewaldet (Stand: 1961). Hier, im Hainer Wald, liegt auch mit 183 Meter der höchste Punkt der Gemarkung. Gleich hinter dem Hainer Wald liegt die Asklepios Klinik Langen, das frühere Kreiskrankenhaus, sodass der Stadtrand von Langen bis auf rund 600 Meter an Dreieichenhain heranrückt.

## Geschichte

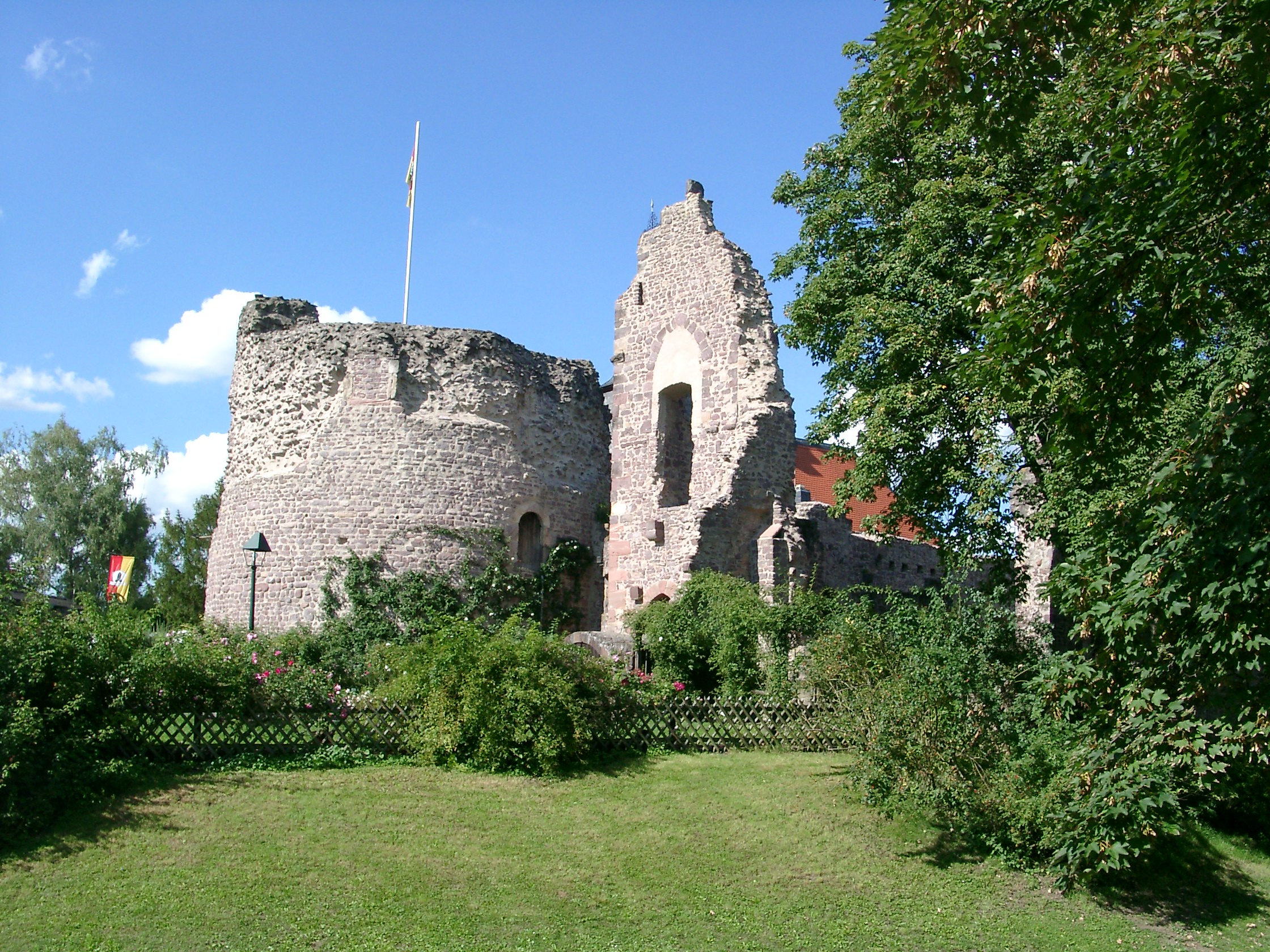
Burg Hayn (Burgruine in Dreieichenhain)

Der Name Dreieichenhain geht auf einen Wildbannforst, den Wildbann Dreieich zurück, der bereits im 9. Jahrhundert erstmals erwähnt wurde. Dabei handelte es sich um ein Gebiet, in dem ausschließlich der Kaiser des Heiligen Römischen Reiches das Jagdrecht besaß. Der Bezirk dieses Wildbanns Dreieich erstreckte sich entlang des Untermains von Aschaffenburg bis Rüsselsheim am Main und von Bad Vilbel bis zur Neunkircher Höhe im Odenwald. Die Eichbäume im Wappen vieler Gemeinden in diesem Gebiet verweisen auf diesen Ursprung.
Im Gebiet von Dreieichenhain bestand bereits ab dem 9. Jahrhundert ein einfaches Jagdhaus, welches um 950 zu einem königlichen Jagdhof aus Steingebäuden mit Schutzgraben ausgebaut wurde. Dieses Jagdhaus wurde von den Kaisern und Königen mit ihren Begleitern bewohnt, solange sie hier zur Jagd weilten. Das Hengstbach-Tal soll Karl dem Großen so gut gefallen haben, dass er beschloss hier sein Jagdhaus zu errichten. Karls vierte Ehefrau Fastrada soll der Sage nach einen Zauberring besessen und hier in den Burgteich versenkt haben. Der Kaiser soll dadurch an dieses Jagdhaus im Hain magisch gebunden gewesen sein und machte es zu seinem Lieblingsjagdplatz. Die frühe Datierung in das 9. und 10. Jahrhundert wird in der wissenschaftlichen Forschung inzwischen bestritten.
Im 11. Jahrhundert wurde eine Turmburg, ein Vorgängerbau der Burg Hayn, errichtet, von welcher aus die Herren von Hagen, später Hagen-Münzenberg (1075–1255), den kaiserlichen Wildbannforst Dreieich verwalteten. Die neben der Burg entstandene Siedlung, das heutige Dreieichenhain, entwickelte sich zum Zentrum des Wildbannforsts Dreieich und wurde am 23. September 1256 erstmals als Stadt erwähnt (lateinisch cives in hagen: Bürger in Hagen). Im Jahre 1956 wurde die 700-Jahr-Feier und im Jahre 2006 die 750-Jahr-Feier der Stadt Dreieichenhain begangen.
Die Falkensteiner, die das Land von den Münzenbergern erbten, starben 1418 aus und die Grafen von Isenburg erlangten mit der Zeit die Herrschaft über Dreieichenhain. Im Jahre 1549 wurde die Reformation im Ort eingeführt. 1815 wurde das Fürstentum Isenburg durch den Wiener Kongress mediatisiert. Dadurch fiel 1816 das Isenburg-Birsteinische Oberamt Offenbach mit Dreieichenhain an das Großherzogtum Hessen (Hessen-Darmstadt). Der Ortsname Hain in der Dreieich wurde 1840 in Dreieichenhain umbenannt. 1834 hatte die Stadt 998 und bei der Zusammenlegung zur Stadt Dreieich am 1. Januar 1977 ca. 8.000 Einwohner.
Bei der Verwaltungs- und Justizreform 1821 kam Dreieichenhain zum Landratsbezirk Offenbach und zum Landgericht Offenbach. 1853 wechselte es zum Landgericht Langen. Ab 1879 war das Amtsgericht Langen für die erstinstanzliche Rechtsprechung im Bereich von Dreieichenhain zuständig.

### Gebietsreform
Im Zuge der Gebietsreform in Hessen wurden am 1. Januar 1977 durch das Gesetz zur Neugliederung des Landkreises Offenbach die Städte Dreieichenhain und Sprendlingen und die Gemeinden Buchschlag, Götzenhain und Offenthal zu einer Stadt mit dem Namen Dreieich zusammengeschlossen. Ortsbezirke für die Stadtteile wurde nicht eingerichtet.

### Einwohnerentwicklung
Quelle: Historisches Ortslexikon
- 1590: ca. 175 Einwohner, 40 Häuser[11]
- 1825: 700 Einwohner[12]
- 1961: 3773 evangelische (= 74,37 %), 926 katholische (= 18,25 %) Einwohner

| Dreieichenhain: Einwohnerzahlen von 1829 bis 2014 | Dreieichenhain: Einwohnerzahlen von 1829 bis 2014 | Dreieichenhain: Einwohnerzahlen von 1829 bis 2014 | Dreieichenhain: Einwohnerzahlen von 1829 bis 2014 | Dreieichenhain: Einwohnerzahlen von 1829 bis 2014 |
| --- | ------------------------------------------------- | ------------------------------------------------- | ------------------------------------------------- | ------------------------------------------------- |
| Jahr |                                                   |                                                   |                                                   | Einwohner                                         |
| 1829 | 1829                                              |                                                   | 894                                               | 894                                               |
| 1834 | 1834                                              |                                                   | 998                                               | 998                                               |
| 1840 | 1840                                              |                                                   | 997                                               | 997                                               |
| 1846 | 1846                                              |                                                   | 1.024                                             | 1.024                                             |
| 1852 | 1852                                              |                                                   | 965                                               | 965                                               |
| 1858 | 1858                                              |                                                   | 904                                               | 904                                               |
| 1864 | 1864                                              |                                                   | 994                                               | 994                                               |
| 1871 | 1871                                              |                                                   | 1.007                                             | 1.007                                             |
| 1875 | 1875                                              |                                                   | 1.062                                             | 1.062                                             |
| 1885 | 1885                                              |                                                   | 1.146                                             | 1.146                                             |
| 1895 | 1895                                              |                                                   | 1.360                                             | 1.360                                             |
| 1905 | 1905                                              |                                                   | 1.697                                             | 1.697                                             |
| 1910 | 1910                                              |                                                   | 1.934                                             | 1.934                                             |
| 1925 | 1925                                              |                                                   | 2.231                                             | 2.231                                             |
| 1939 | 1939                                              |                                                   | 2.568                                             | 2.568                                             |
| 1946 | 1946                                              |                                                   | 3.319                                             | 3.319                                             |
| 1950 | 1950                                              |                                                   | 3.600                                             | 3.600                                             |
| 1956 | 1956                                              |                                                   | 3.969                                             | 3.969                                             |
| 1961 | 1961                                              |                                                   | 5.073                                             | 5.073                                             |
| 1967 | 1967                                              |                                                   | 6.477                                             | 6.477                                             |
| 1970 | 1970                                              |                                                   | 6.858                                             | 6.858                                             |
| 1977 | 1977                                              |                                                   | 8.000                                             | 8.000                                             |
| 2012 | 2012                                              |                                                   | 8.030                                             | 8.030                                             |
| 2014 | 2014                                              |                                                   | 8.075                                             | 8.075                                             |
| Datenquelle: Historisches Gemeindeverzeichnis für Hessen: Die Bevölkerung der Gemeinden 1834 bis 1967. Wiesbaden: Hessisches Statistisches Landesamt, 1968. Weitere Quellen: ; Gemeinde Dreieich |                                                   |                                                   |                                                   |                                                   |

## Wappen und Flagge
Wappen

Blasonierung: „In silbernem Schild ein bewurzelter grüner Eichbaum mit drei goldenen Eicheln.“
Das Wappen wurde der Stadt Dreieichenhain im Landkreis Offenbach am 19. Juli 1956 durch den Hessischen Innenminister genehmigt.
In seiner heutigen Form wurde es durch den Heraldiker Georg Massoth gestaltet.
Die Eiche ist seit mindestens dem 17. Jahrhundert das Wappen der Stadt Hayn in der Dreieich, da sie der Verwaltungsmittelpunkt des gleichnamigen Wildbannes war. Das Wappen ist also redend.
Flagge
Die Flagge wurde der Stadt gemeinsam mit dem Wappen vom Hessischen Innenminister genehmigt und wird wie folgt beschrieben:
„Auf rot-goldenem Flaggentuch das Stadtwappen.“

## Kultur und Sehenswürdigkeiten

### Bauwerke

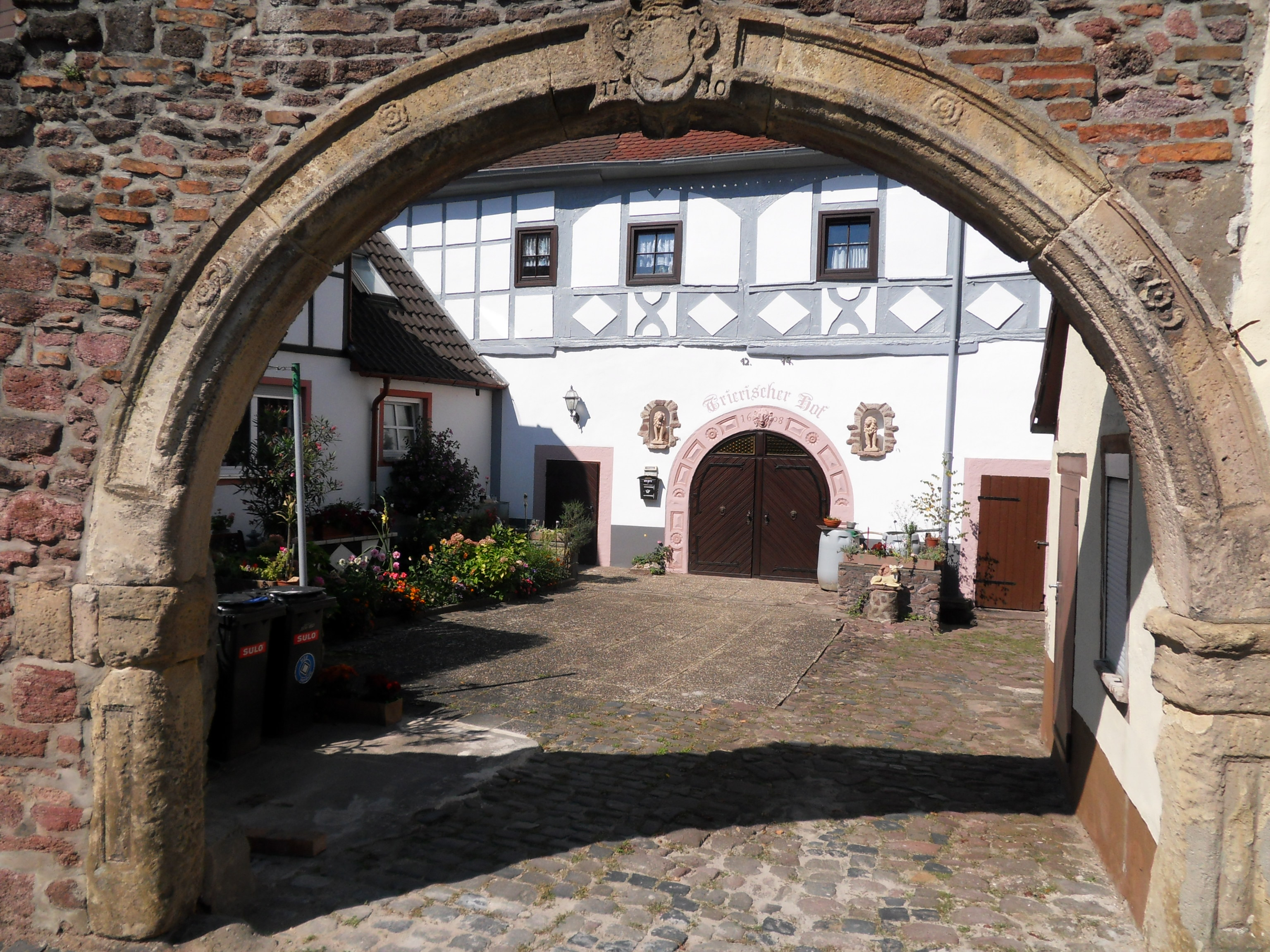
Trierischer Hof in Dreieichenhain

Im historischen Ortskern von Dreieichenhain befinden sich über 60 denkmalgeschützte Fachwerkgebäude aus dem 16. bis 19. Jahrhundert. Hervorzuheben ist die vollständig erhaltene Stadtmauer, das Obertor (erbaut 1350) und das Untertor aus dem 15. Jahrhundert.
Die etwa 130 Wohngebäude der ursprünglichen Althaussubstanz lassen sich auf drei Haustypen zurückführen:
- das Zweizonige Haus, erbaut von Bürgern ohne landwirtschaftlichen Nebenerwerb, z. B. Fahrgasse 29 von 1565
- das Dreizonige Haus, das ehemalige Wohnstallhaus der Ackerbürger und Handwerker mit landwirtschaftlichem Nebenerwerb, z. B. Fahrgasse 8 von 1797
- der Herrschaftliche Hof, der sich besonders durch die massiven Außenmauern im Erdgeschoss der Hauptgebäude aus der üblichen Fachwerkbauweise heraushebt, z. B. Trierischer Hof, Spitalgasse 8 bis 16.[15]

Siehe auch: Liste der Kulturdenkmäler in Dreieichenhain

### Regelmäßige Veranstaltungen
Dreieichenhain ist vor allem für die Haaner Kerb (Kirchweihfest) zu Pfingsten bekannt und veranstaltet einen Weihnachtsmarkt, der dank Dreieichenhains schöner Altstadt überregionales Renommee besitzt. Die Haaner Kerb ist das größte Kirchweihfest Südhessens und zieht jährlich über 80.000 Besucher an. Höhepunkte sind das Feuerwerk am Samstagabend und der traditionelle Kerbborschemarsch am Montag. Weiterhin werden in Dreieichenhain jährlich die Burgfestspiele und Jazz in der Burg veranstaltet.
Die Burg Hayn ist eine hochmittelalterliche Burgruine. Der älteste Teil der Burganlage, der Wohnturm, ist in salischer Zeit entstanden. Er ist einer der wenigen profanen Architekturzeugnisse der Salierzeit in Deutschland. Kulturelle Veranstaltungen in der Burg sind die überregional bekannten Burgfestspiele, das Hayner Burgfest sowie das Jazzfestival Jazz in der Burg.

### Das Hainer Lied
Der Dreieichenhainer Heimatdichter Johannes Winkel VIII. (1861–1941) widmete seinem Geburtsort das Dreieichenhainer Volkslied „Mein ist der Hain“. Die Melodie floss dem Dreieichenhainer Pfarrer Fritz Creter (1903–1978) am 8. Januar 1931 zwischen 17.00 und 17.30 Uhr abends in die Feder. Von dem Evangelischen Kirchenchor Dreieichenhain (Leitung Fritz Creter) wurde das vertonte Lied zum ersten Mal in der Waldstraße 16, dem Wohnort des Heimatdichters Winkel, ihm zu Ehren gesungen.

## Wirtschaft und Infrastruktur

### Verkehr

#### Bahnverkehr

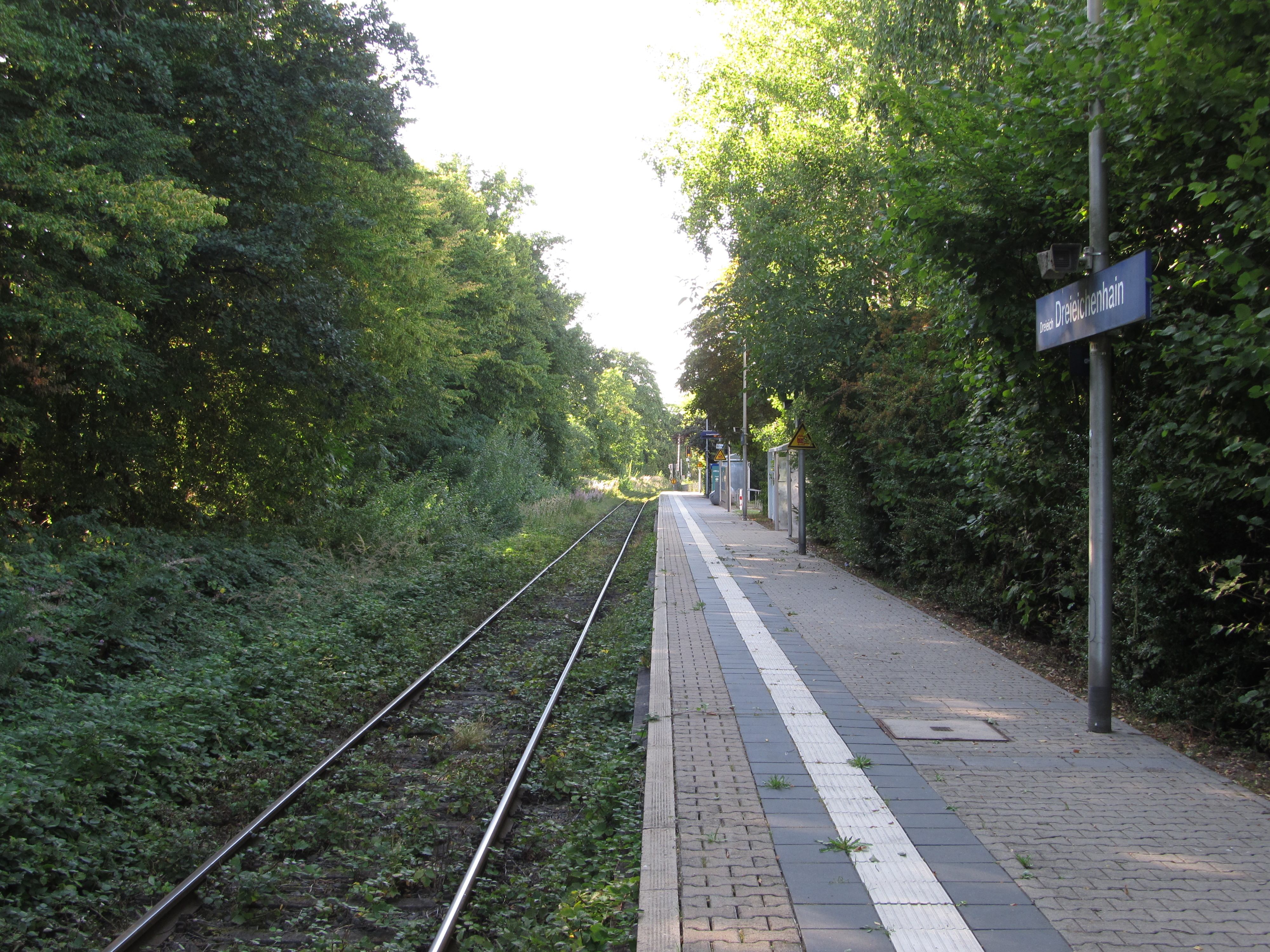
Haltepunkt Dreieich-Dreieichenhain

In Dreieichenhain befinden sich die Bahnstationen Dreieich-Weibelfeld und Dreieich-Dreieichenhain an der Dreieichbahn, die von Dreieich-Buchschlag nach Rödermark-Ober-Roden führt.
Beide Stationen werden von der Linie RB61 bedient, die stündlich zwischen Frankfurt (Main) Hbf, Dreieich-Buchschlag, Rödermark-Ober Roden und Dieburg verkehrt. Montag bis Freitag verkehren auf der Linie zusätzlich stündlich Züge zwischen Neu-Isenburg, Dreieich-Buchschlag und Rödermark-Ober Roden, sodass zwischen Dreieich-Buchschlag und Ober-Roden ein Halbstundentakt entsteht. In Dreieich-Buchschlag besteht Anschluss an die S-Bahn-Linie S 6.

#### Busverkehr
Vor der Station in Weibelfeld halten die Buslinien OF-92 und OF-99 sowie das Anrufsammeltaxi der Linie AST OF-66. Die Buslinie OF-92 verbindet den Bahnhof mit dem Dreieicher Stadtteil Offenthal und Neu-Isenburg. Die Buslinie OF-99 verbindet die Station mit Langen und Seligenstadt. Beide Linien verkehren von Montag bis Freitag im Halbstundentakt und an den Wochenenden im Stundentakt. Die AST-Linie OF-66 ergänzt die regulären Buslinien und verkehrt zwischen Götzenhain und Dreieichenhain von Montag bis Samstag im Stundentakt.

#### Straßenverkehr
Die Bundesautobahn 661 führt in Nord-Süd-Richtung durch den Stadtteil und den Hainer Wald und verbindet südlich von diesem über die Anschlussstelle Langen und die Bundesstraße 486 Dreieichenhain mit Frankfurt am Main im Norden und Darmstadt im Süden. Von der B 486 zweigen die Landesstraße L 3262 und die Kreisstraße K 172 nach Dreieichenhain ab. Westlich der Ortsumfahrung Langen ist die B 486 mit der Bundesautobahn 5 verknüpft. Aus Süden kommend, gibt es seit Anfang März 2019 auf der A 5 kurz vor der Abfahrt Langen ein braunes Hinweisschild „Dreieichenhain Burg und Altstadt“.

### Bildung
In Dreieichenhain gibt es die Ludwig-Erk-Schule als Grundschule und die Weibelfeldschule als Gesamtschule mit gymnasialer Oberstufe.
Die Stadtbücherei Dreieich unterhält zwei Zweigstellen im Stadtteil Dreieichenhain.

### Tourismus
Dreieichenhain liegt an folgenden nationalen und internationalen Strecken (Wanderwegen und Routen)
- Europäischer Fernwanderweg E 1, von Flensburg bis Genua, neuerdings vom Nordkap bis Palermo (ca. 7.000 km)[18]
- Deutsche Fachwerkstraße, von Stade bis nach Meersburg (ca. 860 km)
- Dreieich-Schnittpunkt: Europa-Wanderweg und Deutsche Fachwerkstraße treffen Welt-Breitengrad. Die Markierung befindet sich in der Pflasterung der verkehrsberuhigten Zone Fahrgasse. An dieser Stelle überquert der Europäische Fernwanderweg E 1 (Flensburg-Genua) die gedachte Linie 50° nördlicher Breite. Auf der gleichen Breite liegen Mainz, Krakau, Cornwall (Südspitze von England), Winnipeg (Kanada) und die Insel Sachalin (Ost-Sibirien).[19]
- Hessische Apfelwein- und Obstwiesenroute, mit 5 Regionalschleifen im Landkreis Gießen, dem Main-Kinzig-Kreis, der Stadt und dem Kreis Offenbach, der Wetterau und zwischen Main und Taunus (über 1.000 km)[20]
- Hessenweg 4, von Marsberg/Sauerland bis Neckarsteinach, Wegemarkierung: rotes Quadrat (403 km)[21]
- Hessischer Radfernweg R8, von Frankenberg bis zur Bergstraße (ca. 300 km)
- Main-Stromberg-Weg, von Frankfurt bis nach Sternenfels/Stromberg (170 km)[22]
- Stangenpyramide auf der Hub in Dreieichenhain[23]

## Persönlichkeiten

### Söhne und Töchter und bedeutende Einwohner von Dreieichenhain
- Johann Heinrich Gerth (1623–1696), Theologe, Dr. theol, gebürtig aus „Hain Triquernanus“, Studium in Gießen, Regimentsprediger des Landgrafen Georg III. von Hessen in Darmstadt, 1671 als Oberhofprediger der Königinwitwe Hedwig Eleonora nach Schweden berufen, 1675 Dr. theol. h. c. in Uppsala, 1689 Pastor der deutschen Gemeinde St. Gertrud in Stockholm, 1684–1693 Bischof von Estland (Reval). Starb 1696 in Stockholm.
- Johann Philipp Küstner[24] (1650–1729), Gründer des Bankhauses Küstner in Leipzig, Gönner und Mäzen der Kirche in Dreieichenhain, spendete nach ihrer Zerstörung beim Wiederaufbau im Jahre 1718 den Betrag von 69 Gulden und 4 Albus für die Erbauung der Kanzel, des Beichtstuhls und des Altars
- Johann Ludwig Ewald (1748–1822), Reformierter Theologe, Pädagoge und Schriftsteller, Kirchenrat in Karlsruhe. Sein Vater Georg Ernst Ewald (1700–1772) war der letzte Amtskeller in Dreieichenhain
- Nicolaus Hadermann (1805–1871), Präsident der Constituierenden Versammlung der Freien Stadt Frankfurt
- Ludwig Erk (1807–1883), Musikpädagoge, Volksliedsammler und -forscher, verbrachte die Jahre seiner Kindheit (1813 bis 1820) in Dreieichenhain im Fachwerkhaus Schulgasse 4 (heute Alte Schulgasse).
- August Metz (1818–1874), Politiker der Deutschen Fortschrittspartei und Vorsitzender der Nationalliberalen Partei (NLP) in Hessen
- Henri Vieuxtemps (1820–1881), berühmter belgischer Geigenvirtuose und Komponist, war – als er von 1855 bis 1864 mit seiner Familie in Dreieichenhain lebte – auf dem Höhepunkt seiner Karriere als „reisender Violinvirtuose“.
- Johann Philipp Holzmann (1805–1870), gründete 1849 sein Bauunternehmen Philipp Holzmann in der Kreuzmühle, gehörte bis 30. September 1937 zur Gemarkung Götzenhain
- Georg Wilhelm Wenzel (1823–1904), Fabrikant und Kommerzienrat in Lauterbach/Vogelsberg, gründete im Jahre 1853 in Lauterbach das Familienunternehmen Wenzel & Hoos, eine Firma für die Herstellung von Textilien, die noch heute in der sechsten Generation als mittelständisches Unternehmen besteht.
- Johann Adam Schlerff (1835–1907), Kaiserlich-Osmanischer Obergartendirektor in Konstantinopel, unter seiner Leitung entstanden nicht weniger als 16 neue kaiserliche Gärten, er diente unter dem Sultanat von Abdülmecid I. (1839–1861), Abdul Aziz (1861–1876), Murad V. (1876) und Abdul Hamid II. (1876–1909).
- Ludwig Nebel (1857–1928), Jurist, Präsident des Oberkonsistoriums der Evangelischen Landeskirche Hessen
- Jacob Eduard Mühlschwein (1858–1938), wohnte Bad Vilbel, Hindenburgstraße 4. Kaufmann in Vilbel, war in dieser Stadt über drei Legislaturperioden Bürgermeister von 1895 bis 1913.
- Wilhelm Holzmann (1842–1913), Bauunternehmer
- Alois Mailänder, (1843–1905) war Mystiker und Okkultist
- Jochem Jourdan (* 1937), Architekt
- Josef Neckermann (1912–1992), Unternehmer und Dressurreiter, lebte in Götzenhain und zuletzt in Dreieichenhain.
- Armin Hary (* 1937), deutscher Sprinter, lebte um 1960 in Dreieichenhain.
- Karl Rathgeber (* 1950), Dirigent und Hochschullehrer, zuletzt 2000 bis 2013, Professor für Dirigieren, Gründungsrektor und mehrfach wieder gewählter Rektor der Hochschule für evangelische Kirchenmusik Bayreuth, 1977-1981 Erster Dekanatskirchenmusiker des früheren evangelischen Dekanats Dreieich und Kantor an der Burgkirche Dreieichenhain

### Ehrenbürger
- Nebel, Wilhelm Egid (1819–1908), Pfarrer in Dreieichenhain von 1854 bis 1875, Einziger Ehrenbürger der Stadt Dreieichenhain, Gedenktafel am ehemaligen Pfarrhaus Spitalgasse 4: „Hier wirkte 1854 bis 1875 der verdienstvolle Geschichtsforscher der Dreieich und Ehrenbürger unserer Stadt, Pfarrer Wilhelm Nebel, geb. 19. Feb. 1819 - gest. 29. Febr. 1908“.

Die Dreieichenhainer Bürger ehrten ihren ehemaligen Pfarrer anlässlich seines 50-jährigen Dienstjubiläums am 28. Oktober 1893 in Groß-Gerau, indem sie ihm, dem Seelsorger, aber auch dem „kritischen Erforscher und Darsteller der Geschichte hiesiger Pfarrei“ die Ehrenbürgerwürde verliehen.
Die Urkunde hat folgenden Wortlaut: „Der Gemeinderath der Stadt Dreieichenhain hat in dankbarer Erinnerung an die grossen Verdienste, welche Herr Kirchenrath Nebel, dermalen zu Gross-Gerau, als Pfarrer der Gemeinde Dreieichenhain und als treuer Berather und Seelsorger derselben, wie auch als kritischer Erforscher und Darsteller der Geschichte hiesiger Pfarrei sich erworben; ferner, beseelt von dem Wunsche, den Gefühlen treuer Anhänglichkeit einen besonderen Ausdruck zu verleihen, beschlossen, den vorgenannten HERRN KIRCHENRATH NEBEL zu Gross-Gerau zu ihrem EHRENBÜRGER zu ernennen und hierüber gegenwärtige Urkunde auszufertigen. So geschehen Dreieichenhain, 30. October 1893“.

## Genealogische Bibliographie
- Familienbuch Dreieichenhain / Bernd Groß. - Dreieich: ImHayn Verlag, 2011. - 822 S. 8° (Schriften der Hessischen familiengeschichtlichen Vereinigung ; 49) (Stadt und Landschaft Dreieich ; Bd 24) ISBN 978-3-928149-12-9